# Chemin de croix et calvaire de Verdelais
Le chemin de croix et le calvaire de Verdelais sont un lieu de pèlerinage catholique situé à Verdelais, en France.

## Localisation
Le site est situé dans le département français de la Gironde, sur la commune de Verdelais, au sud du bourg. L'accès se trouve à l'extrémité du chemin piétonnier montant le long du cimetière depuis la basilique.

## Historique
Entre 1855 et 1868, le cardinal Donnet fait aménager la colline de Cussol qui s'élève au sud du bourg, au-dessus du cimetière communal.

À l'entrée du chemin de croix, se trouve la chapelle dite de la Sainte-Agonie construite sur la base d'une chapelle préexistante.

Le chemin s'élève en sinuant dans un sous-bois et est jalonné, de part et d'autre, de quatorze chapelles de style néogothique, toutes identiques quant à leur forme et leur taille, soit environ deux mètres de largeur en façade sur trois mètres de profondeur, chapelles qui représentent les quatorze stations du chemin de croix. Lesdites stations font l'objet, dans chaque chapelle, d'un bas-relief sculpté présentant la scène de la station : condamnation, charge de la croix, première chute, rencontre de la mère du Christ, etc.
Le parcours se termine par la chapelle du Saint-Sépulcre.
Au sommet de la colline, un calvaire monumental, faisant face au sud-ouest, présente les trois croix portant l'une le Christ et, de part et d'autre, les deux « larrons », l'ensemble se trouvant en haut d'un imposant escalier.
À part la chapelle du Saint-Sépulcre qui semble, pour le moins, relativement bien conservée, le site a fortement souffert des outrages du temps. Les chapelles des stations ont passablement vieilli et nécessitent des restaurations, le calvaire a fortement souffert des tempêtes de fin décembre 1999 avec, entre autres, le bris du corps du mauvais larron (sur la gauche du Christ). Une souscription pour la restauration du site a été lancée.
Le site a été classé au titre des monuments historiques  par arrêté du 14 décembre 2010 pour les seize chapelles et leurs autels, les trois croix monumentales, l'escalier et la balustrade du calvaire, et cinq statues.

## Notes et références

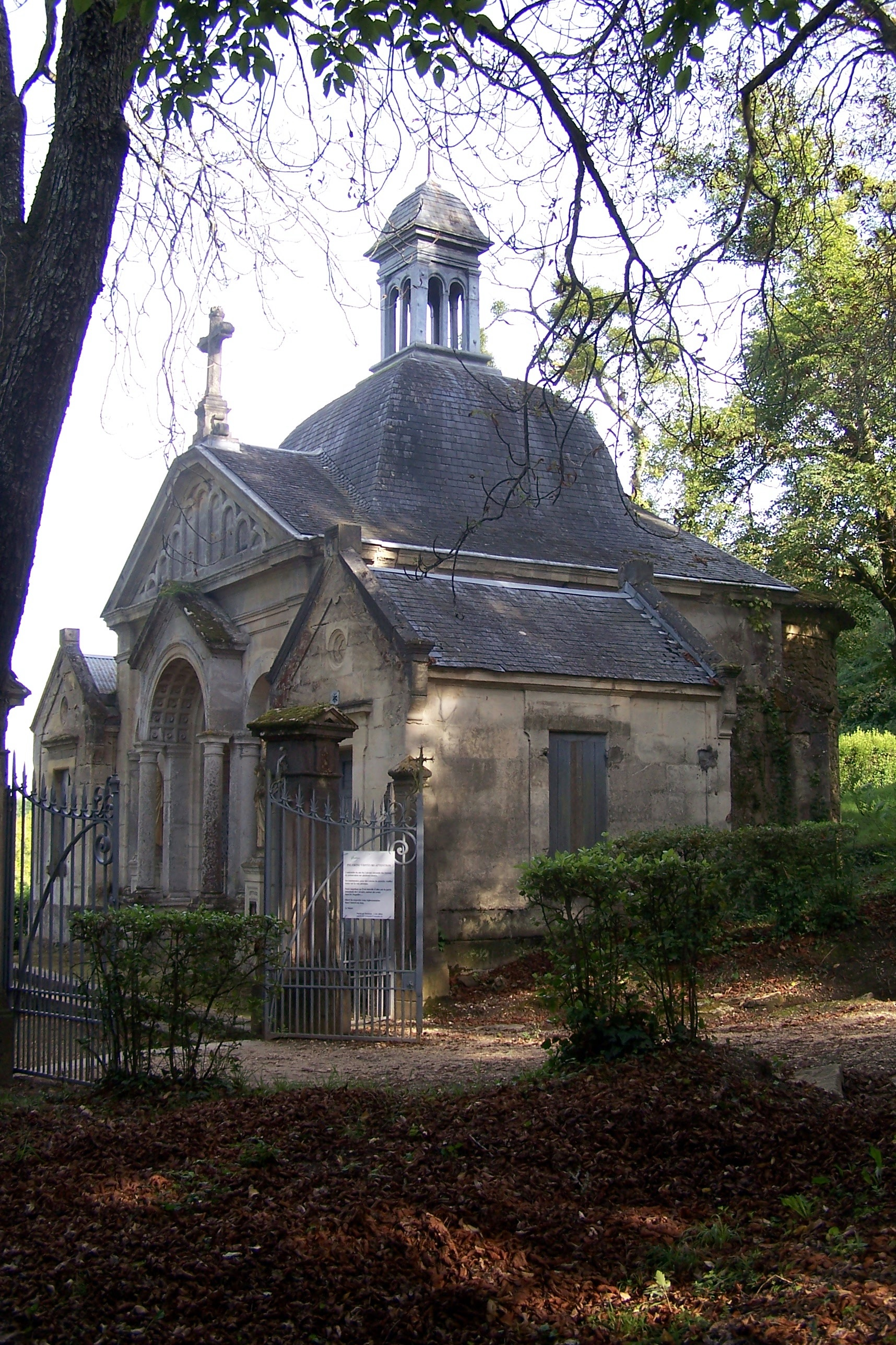
La chapelle de la Sainte-Agonie (août 2011)
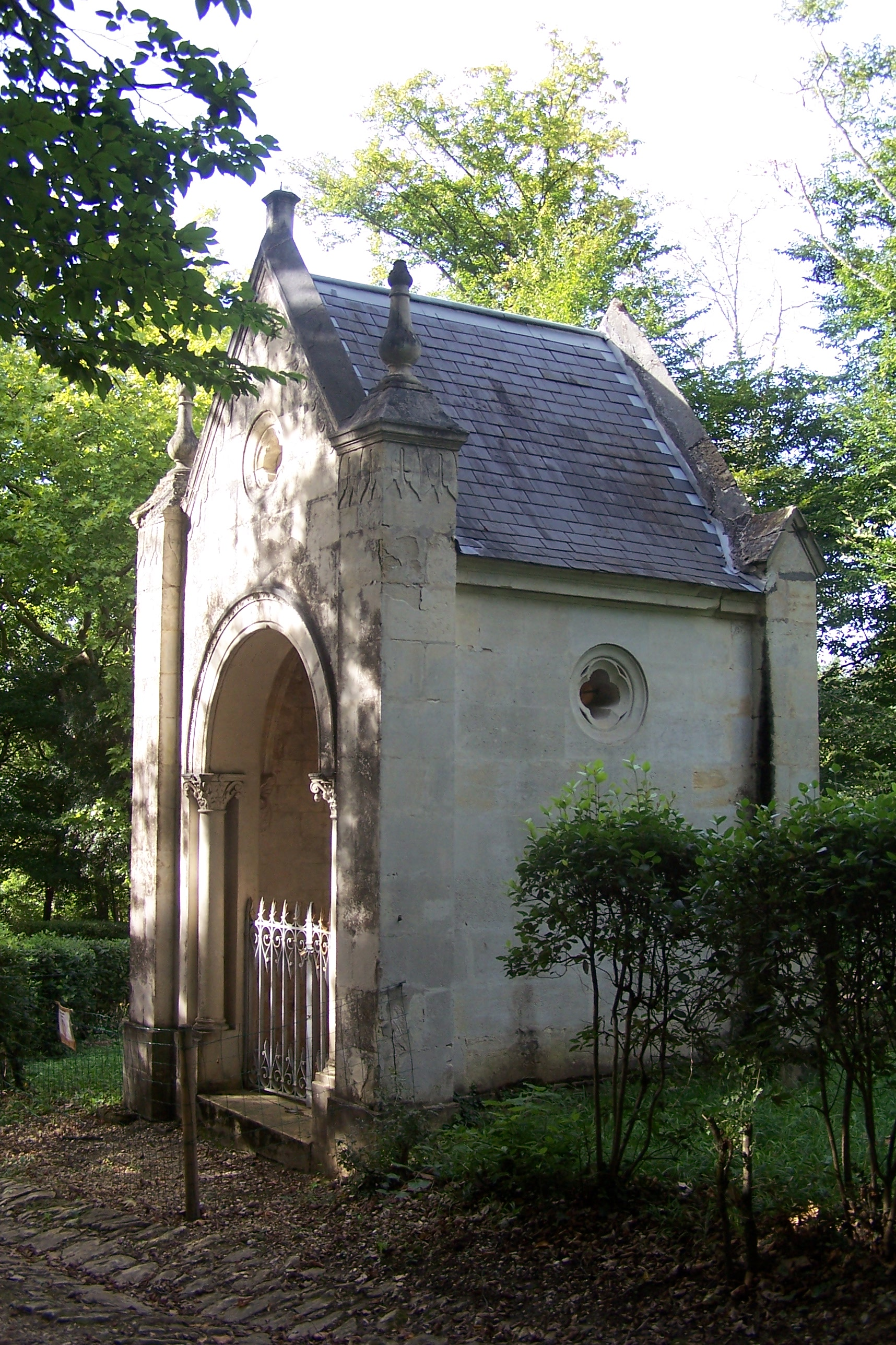
Une chapelle représentant une station du chemin de croix (août 2011)
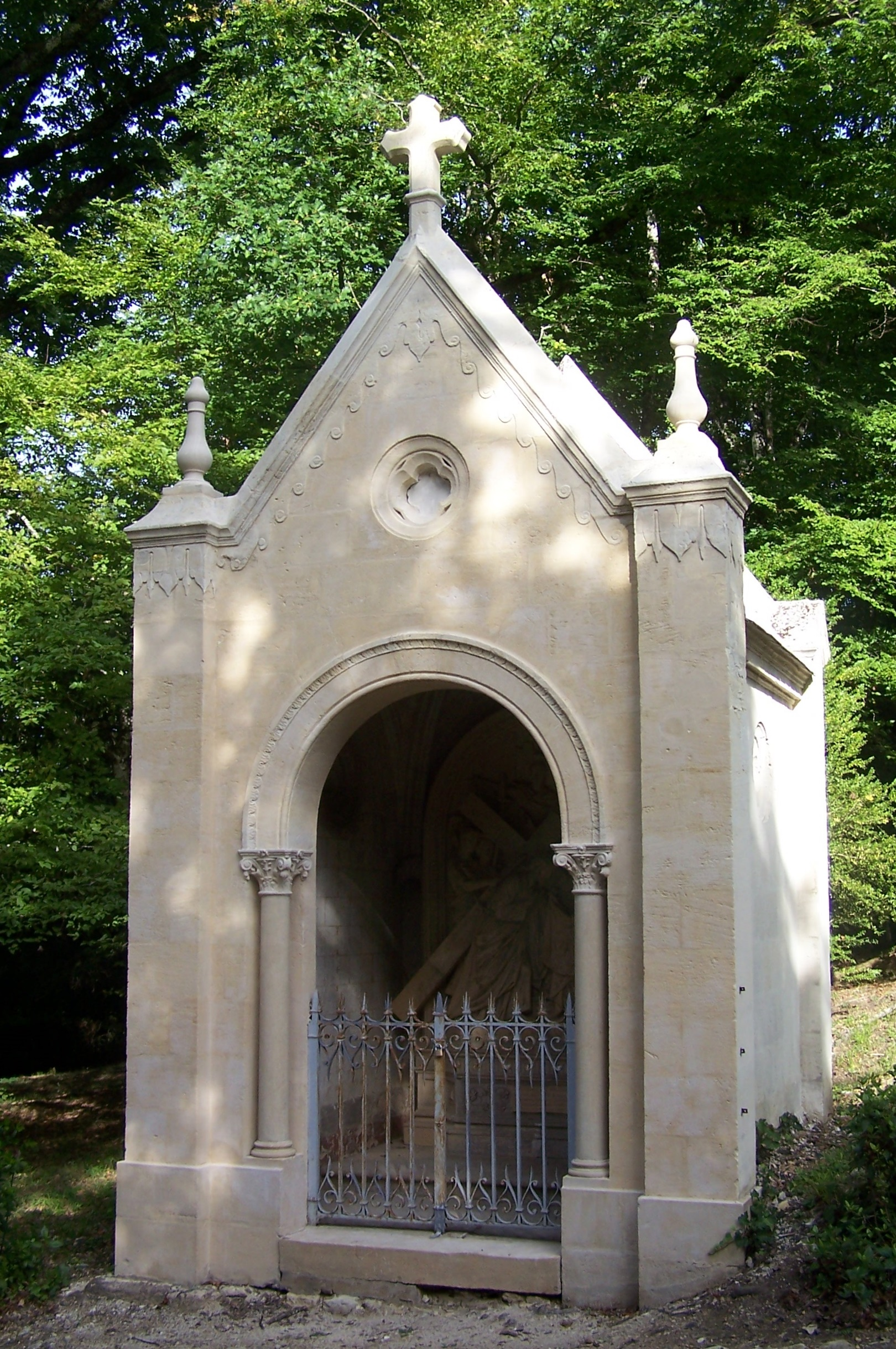
Une chapelle restaurée (août 2011)
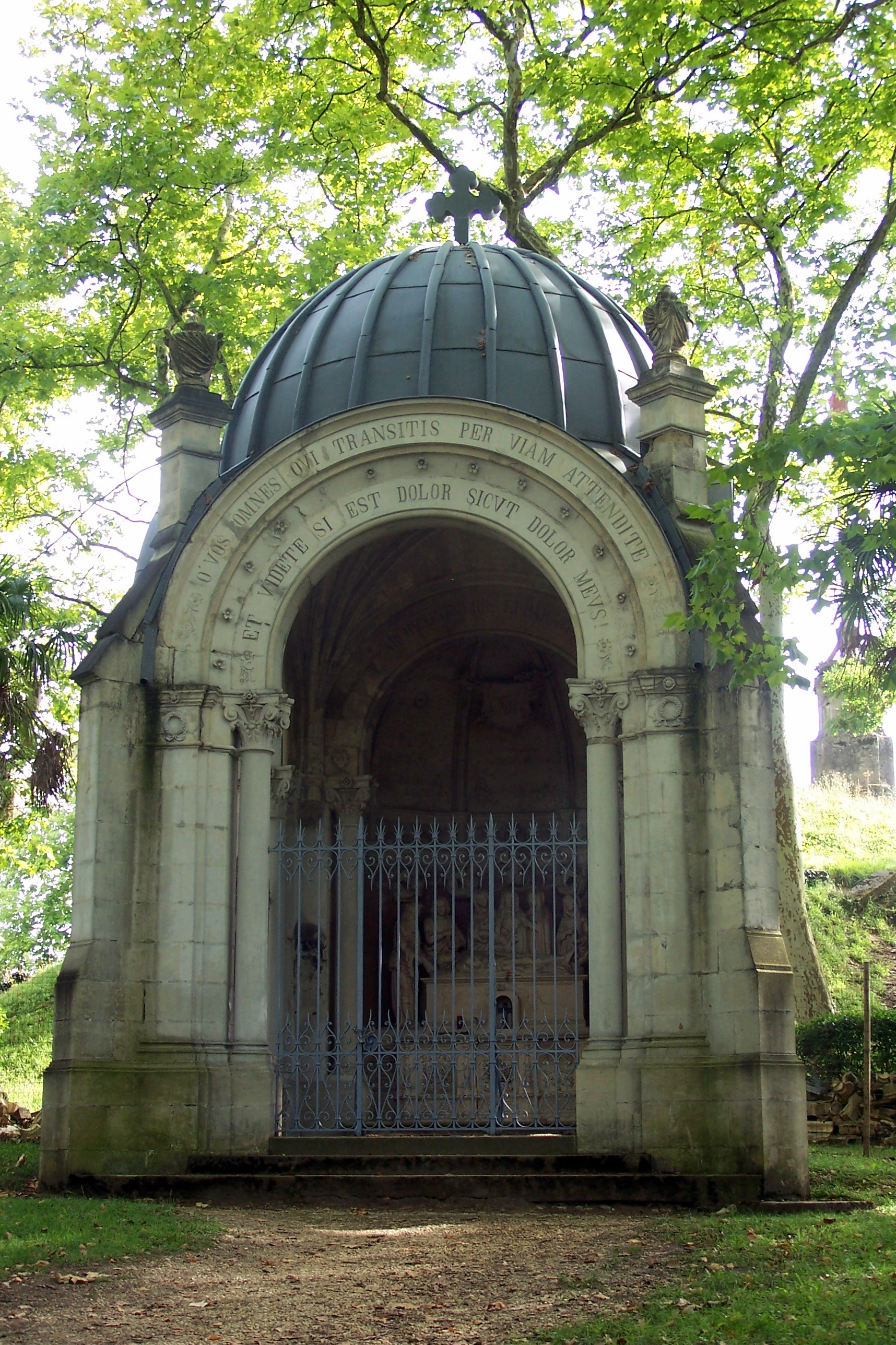
La chapelle du Saint-Sépulcre (août 2011)